# Caranthir
Caranthir, llamado el Oscuro, es un personaje ficticio que pertenece al legendarium creado por el escritor británico J. R. R. Tolkien y que aparece en su libro póstumo El Silmarillion. Es un elfo, príncipe del clan Noldor e hijo de Fëanor. Llamado también Morifinwë, que significa «oscuro Finwë» en quenya. Su madre lo llamó Carnistir, que significa «cara roja», por su pronta capacidad para montar en cólera. Su carácter era el más parecido al de su padre por su altivez.

## Historia

La estrella de la casa de Fëanor

Se juramentó junto con su padre y sus otros hermanos seguir a Morgoth a la Tierra Media para destruirlo y recuperar los Silmarils. Los hijos de Fëanor casi pierden toda relación con los Sindar al enojarse con Thingol, porque este desconfiaba de los Noldor.
Él y su hueste marcharon a vivir separado del resto de los hermanos en las tierras en torno al lago Helevorn y bajo el monte Rerir. Por su cercanía a las Ered Luin entabló muchos tratos con los enanos de Belegost y Nogrod, por lo que todo el tráfico entre las Montañas Azules y Beleriand, sobre todo el de metal precioso, paso por las manos de Caranthir.
Con la llegada de los edain a Beleriand, Caranthir no se mostró muy amigable hasta que los orcos de Angband atacaron al pueblo de los Haladim en el sur de Thargelion. Admirado por la resistencia de ese pueblo, los ayudó a derrotar a los orcos y les ofreció vivir en sus tierras, pero estos lo rechazaron. 
En la Dagor Bragollach, Caranthir debió huir hacia el sur cuando sus tierras fueron asoladas por Glaurung. Abandonó su vida errante cuando, luego de la muerte del rey de Doriath, el Silmaril pasó a manos de su hijo Dior y, enterado por esto, Celegorm reunió a sus hermanos y fueron a Menegroth dispuestos a recuperarlo. En la segunda batalla entre elfos murió Caranthir.